# 侧沟爬岩鳅
侧沟爬岩鳅（学名：Beaufortia liui）为平鳍鳅科爬岩鳅属的鱼类，是中国的特有物种。分布于长江上游等。该物种的模式产地在四川乐山。
其种加词“liui”因纪念刘承钊而命名，他带队采集了模式标本。该种也称刘氏爬岩鳅。